# Chirima
Le chirima, ou echirima, est une langue bantoue, du sous-groupe makua, parlée au Mozambique par près de 620 000 personnes dans la province de Niassa.